# SLG St. Paulus Gesellschaft
Die SLG St. Paulus Gesellschaft ist die freigemeinnützige Trägerin der Krankenhäuser Katholisches Krankenhaus Dortmund-West, St. Rochus Hospital Castrop-Rauxel und St. Josefs Hospital Dortmund sowie des Altenzentrums St. Lambertus in Castrop-Rauxel. Die im August 2004 gegründete Gesellschaft hat ihren Sitz in Dortmund. Im Juli 2021 erfolgte der Zusammenschluss mit der Kath. St. Johannes Gesellschaft (Dortmund), dem Kath. Klinikum Lünen/Werne und dem Marienkrankenhaus Schwerte unter dem Dach der Kath. St. Paulus Gesellschaft. Innerhalb des Verbundes firmiert die alte Katholische St. Lukas Gesellschaft mbH weiter unter dem Namen SLG St. Paulus GmbH als Träger der oben angeführten Betriebsstätten.

## Gesellschafter
Gesellschafter der Katholischen St. Lukas Gesellschaft waren die katholische Kirchengemeinde St. Josef in Dortmund-Kirchlinde (32 Prozent), die katholische Kirchengemeinde St. Lambertus in Castrop (32 Prozent), die Katholische Kirchengemeinde St. Clara in Dortmund-Hörde (32 Prozent) und die CURA Beratungs- und Beteiligungsgesellschaft für soziale Einrichtungen mbH (4 Prozent).

## Tätigkeitsbereiche
In den Krankenhäusern der SLG St. Paulus GmbH sind die Fachbereiche Innere Medizin, Chirurgie, Unfallchirurgie, Klinische Akut- und Notfallmedizin sowie Anästhesiologie, Orthopädie, Intensivmedizin und Schmerztherapie vertreten. Frauenheilkunde und Geburtshilfe sind – abgesehen vom Standort Dortmund-West – ebenfalls vertreten. Weitere medizinische Fachbereiche stehen an den einzelnen Standorten zur Verfügung: Urologie und Hals-Nasen-Ohren-Heilkunde am St. Josefs-Hospital, Orthopädie und Rheumaorthopädie am Krankenhaus Dortmund-West sowie Fußchirurgie und Gefäßchirurgie am St. Rochus Hospital. Die radiologische, strahlentherapeutische und nuklearmedizinische Versorgung erfolgt in  Kooperation mit den Medizinischen Versorgungszentren von Uhlenbrock an allen Klinikstandorten. Weitere ambulante Leistungen wie die onkologische Versorgung, die Darmkrebsvorsorge oder das Mammographie-Screening erfolgen in Zusammenarbeit mit niedergelassenen Ärzten.
Die Krankenhäuser der SLG St. Paulus GmbH sind Mitglied im Darmzentrum Ruhr. Das St. Josefs Hospital ist Mitglied im Ruhr-Universität Comprehensive Cancer Center. Für alle behandelten Tumorerkrankungen werden in fachübergreifenden Tumorkonferenzen individuelle Therapiestrategien entwickelt. Es erfolgt eine in Zentren organisierte und schwerpunktmäßige Versorgung von Patienten mit Darmkrebs, Brustkrebs und Prostatakrebs. Die zentrale Lage ermöglicht es den drei Kliniken, in Deutschland übliche Behandlungsstandards auch für Patienten aus anderen Nationen zu öffnen.